# 42487 Ångström
För andra betydelser, se Ångström (olika betydelser).
42487 Ångström eller 1991 RY2 är en asteroid i huvudbältet som upptäcktes den 9 september 1991 av de båda tyska astronomen Freimut Börngen och Lutz D. Schmadel vid Tautenburg-observatoriet. Den är uppkallad efter den svenske fysikern och astronomen Anders Ångström.